# 젠틀맨 리그
젠틀맨 리그는 앨런 무어와 케빈 오닐이 공동으로 1999년부터 집필한 만화책 시리즈이다.